# Gravitas (álbum)
Gravitas es el decimotercer álbum de estudio de la banda británica de rock progresivo Asia y fue lanzado en marzo de 2014 por Frontiers Records.  Este disco es el primero en el que participa el guitarrista Sam Coulson.

## Grabación y publicación
Steve Howe, guitarrista original de la agrupación, decidió abandonarla debido a otros proyectos, esto a principios de 2013. Para la sustitución de Howe se pensó en varios músicos, siendo Sam Coulson el elegido. El álbum fue grabado en el mismo año.
Al principio el disco iba a llamarse Valkyrie; sin embargo, se decidió al final que Gravitas sería el título de esta producción.
El lanzamiento de Gravitas se realizó en distintas fechas según la región; en Japón salió al mercado el 19 de marzo,  en Europa el día 21 del mismo mes y en Norteamérica cuatro días después. Frontiers Records fue la discográfica que publicó este álbum.

## Recepción internacional
Este álbum logró algo de éxito en los E.U.A., colocándose en el lugar 159.º del Billboard 200 y en la posición 45.º de la lista Rock Albums, también de Billboard. Gravitas sin duda consiguió una mayor aceptación en Europa y en Japón y se vio reflejado en las listas de popularidad. Primeramente, en el Viejo Continente, este disco entró en los listados de Alemania, Bélgica y Suiza, alcanzando en este último el puesto 24.º.  Mientras tanto, en el país nipón Gravitas se ubicó en la 42.ª posición del Oricon.

## Crítica
La reseña de Allmusic corrió por parte de Matt Collar, mencionando al principio de la misma los antecedentes a esta producción musical.  Ya en lo que se refiere al disco, Collar destaca las habilidades de Coulson en la guitarra, aunque describe a Gravitas como «uno de los discos más reservados de Asia». Collar comentó algunos temas del álbum, así como la colaboración de John Wetton y Geoff Downes en lo que a composición se refiere. Collar le otorgó una calificación de tres estrellas de cinco posibles.

## Edición especial
Al mismo tiempo que la edición regular, se publicó una versión especial limitada que se componía de dos discos compactos y un DVD;  en el primero era el álbum normal, en el segundo CD se enlistaban dos temas acústicos —en la versión especial japonesa eran tres melodías—, mientras que el DVD numeraba el vídeo musical de «Valkyrie», su primer sencillo, la grabación de Gravitas, el vídeo del tema «An Extraordinary Life» en vivo desde Plovdiv, Bulgaria, además de las canciones «Heat of the Moment» y «Only Time Will Tell» con la Orquesta Filarmónica de Plovdiv.

## Lista de canciones
Todos los temas fueron compuestos por John Wetton y Geoff Downes.

| Versión normal |                           |          |  |
| N.º            | Título                    | Duración |  |
| 1.             | «Valkyrie»                | 5:25     |  |
| 2.             | «Gravitas»                | 7:59     |  |
| 3.             | «The Closer I Get to You» | 6:38     |  |
| 4.             | «Nyctophobia»             | 5:11     |  |
| 5.             | «Russian Dolls»           | 5:05     |  |
| 6.             | «Heaven Help Me Now»      | 5:38     |  |
| 7.             | «I Would Die for You»     | 3:11     |  |
| 8.             | «Joe DiMaggio's Glove»    | 4:30     |  |
| 9.             | «Till We Meet Again»      | 4:03     |  |
| 47:30          |                           |          |  |

| Canciones adicionales de las versiones especiales europea y norteamericana |                                              |          |  |
| N.º                                                                        | Título                                       | Duración |  |
| 10.                                                                        | «The Closer I Get to You» (versión acústica) | 6:38     |  |
| 11.                                                                        | «Joe DiMaggio's Glove» (versión acústica)    | 4:30     |  |
| 58:48                                                                      |                                              |          |  |

| Canción exclusiva de la edición especial japonesa |                                    |          |  |
| N.º                                               | Título                             | Duración |  |
| 12.                                               | «Russian Dolls» (versión acústica) | 5:05     |  |
| 1:03:53                                           |                                    |          |  |

| DVD |                                                                                    |          |  |
| N.º | Título                                                                             | Duración |  |
| 1.  | «Valkyrie» (vídeo musical)                                                         |          |  |
| 2.  | «The Making of Gravitas» (Documental acerca de la grabación del disco)             |          |  |
| 3.  | «An Extraordinary Life» (en vivo desde Plovdiv, Bulgaria)                          |          |  |
| 4.  | «Heat of the Moment» (con la participación de la Orquesta Filarmónica de Plovdiv)  |          |  |
| 5.  | «Only Time Will Tell» (con la participación de la Orquesta Filarmónica de Plovdiv) |          |  |

## Créditos
- John Wetton — voz y bajo
- Geoff Downes — teclados
- Carl Palmer — batería
- Sam Coulson — guitarra acústica y eléctrica

## Posicionamiento en las listas
| Año  | País           | Lista                               | Posición máxima |
| ---- | -------------- | ----------------------------------- | --------------- |
| 2014 | Alemania       | Top 100 Albums Media Control Charts | 51.º            |
| 2014 | Bélgica        | Ultratop Top 200 (Wallonie)         | 135.º           |
| 2014 | Estados Unidos | Billboard 200                       | 159.º           |
| 2014 | Estados Unidos | Billboard Rock Albums               | 45.º            |
| 2014 | Japón          | Oricon Albums Charts                | 42.º            |
| 2014 | Suiza          | Top 100 Schweizer HitParade         | 24.º            |